# 烏拉瓦機場
烏拉瓦機場是一個位於所羅門群島烏拉瓦之民用機場(IATA代碼：RNA，ICAO代碼：AGAR)。

## 航空公司及目的地
| 航空公司   | 目的地   |
| ---------- | -------- |
| 所羅門航空 | 霍尼亞拉 |